# Juan Bautista Ferre Pérez
Juan Bautista Ferre Pérez (Bocairente (Valencia) 22 de junio de 1925 - Madrid, 25 de junio de 2013), fue un padre carmelita, creador de la parroquia y colegio Virgen del Carmen de Onda, además de escritor e investigador religioso.

## Biografía

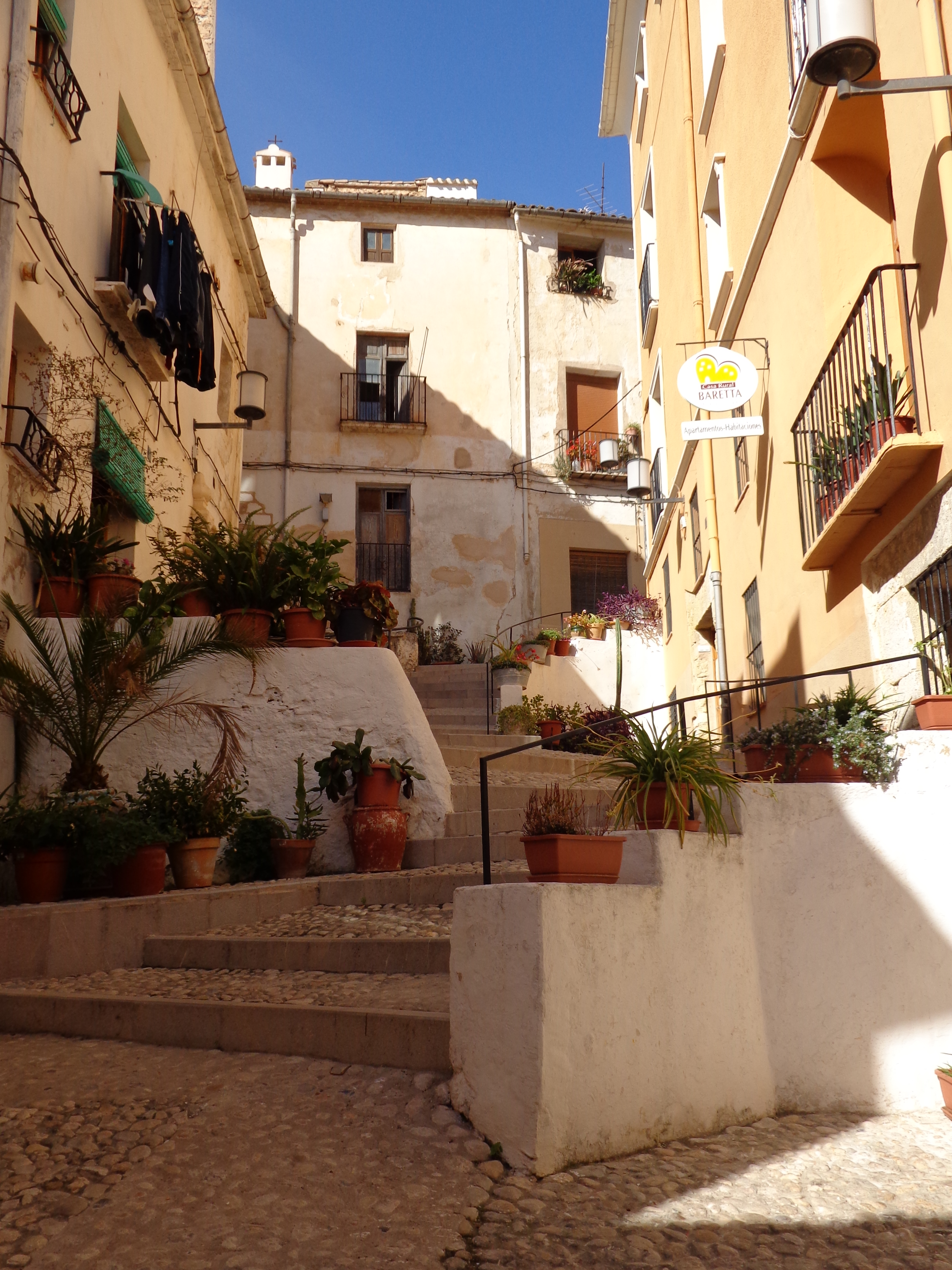
Bocairente

Nació en Bocairente en una familia de padres muy cristianos. A los 17 años, en 1942, llegaba a Villarreal para ser carmelita. Estudió en Villarreal y Onda. En Onda hizo el noviciado y profesó el 15 de agosto de 1945. La profesión solemne la hizo ese mismo día de la Asunción de la Virgen de 1948. Ese año fue enviado a Roma para cursar los estudios teológicos y allí obtuvo el Lectorado de la Orden.
En Roma, en la Basílica carmelita de San Martino ai Monti fue consagrado sacerdote del Señor el 8 de julio de 1951. En el verano de 1952 llegaba a Onda para dar clases a los estudiantes de Filosofía. A la vez se entregó de lleno al apostolado, tanto en el Carmen como en la Residencia o Iglesia de la Sangre. Fueron muy fecundos aquellos veinte años vividos en Onda para el Padre Ferre. Publicó varios libros y trabajó mucho en la Tercera Orden del Carmen y en otros campos. Pero sus dos obras grandes fueron sin duda alguna la construcción del Colegio y Parroquia Virgen del Carmen.
En los años sesenta, el dinámico Padre Juan Bautista Ferre, se dio cuenta de la grave urgencia que tenía Onda de un digno Colegio como continuación y puesta al día de las escuelas del Castillo. Él veía que la mayor parte de los hombres de provecho de Onda, desde 1919 a 1936, se habían formado con los carmelitas, por lo que pensó; "¿Por qué no continuar con su obra?" Por ello movilizó a las fuerzas vivas del pueblo, organizó comités, acudió a quienes le podían ayudar, etc., y alentado y ayudado por sus superiores y miembros de su Comunidad, así como por las autoridades y pueblo en general, se entregó a esta maravillosa obra que no abandonó hasta verla concluida.
El Colegio Virgen del Carmen se inauguraba el 2 de octubre de 1963, pero el Padre Ferre no estaba aún satisfecho. Junto con la obra docente deseaba también la construcción de una Iglesia, una parroquia, para atender espiritualmente al pueblo de Onda. Así el complejo Parroquia-Colegio sería completo. Dio los pasos necesarios para llevar adelante su proyecto, y felizmente, el 9 de mayo de 1971 se inauguraba el templo parroquial Virgen del Carmen. En reconocimiento a su actividad en favor de Onda y sus gentes, el Ayuntamiento de Onda, presidido por el entonces alcalde D. Vicente Martí Gimeno, y promovido por el concejal D. Salvador Guinot Castañ, el 30 de mayo de 1987, se le hizo entrega de la Medalla como "Hijo adoptivo de la villa de Onda".
Falleció en el Convento de los Carmelitas de Madrid la tarde del martes 25 de junio de 2013, y el entierro y funeral por su alma se celebró en la Parroquia Virgen del Carmen de Onda, el jueves 27 de junio del mismo año, a las 12 y media, con gran asistencia de sacerdotes y fieles. Por expreso deseo suyo, sus restos descansan en su Onda querida, a quien siempre tuvo como su segundo pueblo.

## Premios y reconocimientos
- Hijo adoptivo de Onda, 30 de mayo de 1987.[1][3]